# John Demjanjuk
John Demjanjuk (Oekraïens: Іван Миколайович Дем'янюк; Ivan Mykolajovytsj Demjanjoek, Russisch: Иван Николаевич Демьянюк; Ivan Nikolajevitsj Demjanjoek) (Doebovi Macharyntsi (oblast Kiev), 3 april 1920 – Bad Feilnbach, 17 maart 2012) was een Oekraïner die werd veroordeeld als oorlogsmisdadiger. Tijdens de Tweede Wereldoorlog was hij volgens de uitspraak een bewaker in het vernietigingskamp Sobibor. Op 12 mei 2011 werd Demjanjuk vanwege deze daden veroordeeld tot vijf jaar cel. Hij had tegen dit vonnis beroep aangetekend, maar overleed voordat de beroepszaak kon plaatsvinden. Zelf heeft hij steeds gesteld dat hij als soldaat in het Rode Leger had gediend en vanaf 1942 als krijgsgevangene in Duitse kampen had gezeten.

## Emigratie naar Verenigde Staten en uitzetting
Ivan Demjanjuk werd geboren in de toenmalige Sovjet-Unie. In 1952 emigreerde hij naar de Verenigde Staten, waar hij (als John Demjanjuk) automonteur werd in Cleveland (Ohio). Halverwege de jaren 70 van de 20e eeuw werd Demjanjuk ervan beschuldigd de beruchte "beul van Treblinka" te zijn die "Ivan de Verschrikkelijke" werd genoemd. De Amerikaanse justitie spande een procedure aan om hem zijn staatsburgerschap te ontnemen, wat in 1987 ook gebeurde.

## Strafvervolging in Israël
In 1987 werd hij uitgeleverd aan Israël. Tijdens een proces gaven verschillende overlevenden van Treblinka aan hem te herkennen. In 1988 werd hij ter dood veroordeeld; na Adolf Eichmann het tweede doodvonnis dat door een Israëlische rechtbank werd uitgesproken.
In 1991 doken echter uit de KGB-archieven getuigenverklaringen op, waaruit bleek dat Ivan de Verschrikkelijke de bijnaam was van een zekere Ivan Martsjenko en niet van Ivan Demjanjuk. Op 29 juli 1993 werd Demjanjuk door het Israëlische Hooggerechtshof vrijgesproken van oorlogsmisdaden, omdat ze niet bewezen konden worden. Volgens de Nederlandse geheugendeskundige dr. Willem Wagenaar, die optrad als getuige-deskundige, was de herkenning van Demjanjuk door overlevenden van Treblinka onbetrouwbaar.

## Terugkeer naar Verenigde Staten
In 1998 kreeg Demjanjuk zijn Amerikaans staatsburgerschap terug. Daarop begon de Amerikaanse justitie een nieuwe procedure om hem het land uit te kunnen zetten. Op 30 april 2004 concludeerde een federaal hof van beroep in Ohio dat Demjanjuk wél als kampbewaarder had gewerkt. Dit zou onder meer zijn geweest in het vernietigingskamp Sobibór in bezet Polen. Omdat hij dit had verzwegen bij zijn immigratie in 1952, had hij zijn staatsburgerschap op onrechtmatige wijze verkregen. Hij zou alsnog worden uitgezet. Deze beslissing kon hij nog aanvechten bij het Amerikaanse Hooggerechtshof.
Op 28 december 2005 besliste een Amerikaanse immigratierechter in Cleveland dat Demjanjuk uit de VS gezet moest worden en moest worden teruggestuurd naar zijn geboorteland Oekraïne. Op 21 december 2006 bekrachtigde een Amerikaans hof van beroep voor immigratiezaken deze uitspraak in hoger beroep. Demjanjuk vreesde in zijn geboorteland te worden gemarteld als hij zou terugkeren. Op 19 mei 2008 verloor hij zijn laatste beroep tegen uitzetting uit de VS. Hij zou worden uitgeleverd aan Duitsland, maar door een Amerikaanse rechter (Wayne Iskra) werd zijn uitzetting op 3 april 2009 opgeschort. Op 14 april 2009 zou Demjanjuk op het vliegtuig naar Duitsland worden gezet, om terecht te staan in München. Aan Demjanjuks uitlevering werd echter op de valreep een halt toegeroepen door een Amerikaans hof van beroep.
Op 1 mei 2009 bepaalde een federale rechter in de Verenigde Staten (in een beroepsprocedure) dat de inmiddels 89-jarige Demjanjuk wel degelijk kon worden uitgezet naar Duitsland. Het beroep dat Demjanjuk tegen deze uitspraak aantekende bij Amerikaanse Hooggerechtshof, werd op 7 mei 2009 afgewezen. Rechter John Paul Stevens gaf voor zijn oordeel geen argumenten, maar gaf te kennen dat het Hooggerechtshof zich verder niet met de zaak zou bemoeien. Op 11 mei 2009 's avonds werd Demjanjuk alsnog naar het vliegveld van Cleveland gebracht, vanwaar hij naar München werd gevlogen, waar hij de volgende dag in de staatsgevangenis werd opgesloten. Hiermee was zijn uitlevering aan Duitsland alsnog een feit.

## Strafvervolging in Duitsland
In Duitsland werd Demjanjuk eerst door de artsen van de gevangenis Stadelheim onderzocht. Hij werd gezond genoeg verklaard om in hechtenis genomen en berecht te worden. Hem wachtte toen een proces dat mede gebaseerd was op nieuw bewijsmateriaal, waaronder een identiteitskaart waarop hij omschreven wordt als kampbewaarder in Sobibór.
Het proces nam op 30 november 2009 een aanvang. Demjanjuk was hiertegen in beroep gegaan, maar het Duitse Federale constitutionele hof te Karlsruhe had dit beroep op 21 oktober 2009 niet-ontvankelijk verklaard. Op 1 december vroegen Demjanjuks advocaten de zaak te seponeren vanwege het ne bis in idem-beginsel. Dit verzoek werd op 21 december verworpen. Op diezelfde dag werd het proces, dat al sinds 2 december wegens ziekte van Demjanjuk stillag, hervat.
Op 14 april 2010 verklaarde een onafhankelijk deskundige voor de rechtbank te München dat de SS-identiteitskaart van John Demjanjuk echt was, wat het enige directe bewijs tegen Demjanjuk betekende.
Op 22 maart 2011 eiste het Duitse OM na zestien maanden en 84 zittingsdagen een straf van 6 jaar cel tegen Demjanjuk. De Duitse officier van justitie Hans-Joachim Lutz zei ervan overtuigd te zijn dat Demjanjuk als kampbewaker persoonlijk mensen de gaskamer had ingedreven.
De Nederlandse hoogleraar Wagenaar liet een artikel voor het NRC Handelsblad na dat na zijn plotselinge dood werd gepubliceerd. Wagenaar stelde dat het persoonsbewijs een overduidelijke vervalsing was en betoogde dat de herkomst van het document onduidelijk is gebleven.
Bij het proces werden medeaanklagers gehoord, onder wie de op dat moment 90-jarige Jules Schelvis. Schelvis verzocht de rechtbank Demjanjuk schuldig te verklaren, maar hem uit respect voor de humanistische ouders van Schelvis geen celstraf op te leggen.
Op 12 mei 2011 legde de rechtbank hem vijf jaar gevangenisstraf op. Demjanjuk ging tegen deze uitspraak in hoger beroep. De Oekraïner werd in afwachting van zijn hoger beroep op vrije voeten gesteld, zo had de rechter laten weten. Niet alleen vanwege zijn hoge leeftijd, maar ook omdat hij als stateloze niet kon reizen en er daardoor geen vluchtgevaar was.

## Na het proces
Op 14 januari 2011 kondigde het Spaanse Nationaal Gerechtshof aan Demjanjuk te willen vervolgen in verband met misdrijven die hij zou hebben begaan als kampbewaker in het voormalige concentratiekamp Flossenbürg, waar 60 van 155 Spaanse gevangenen zijn overleden.
Demjanjuk stierf in een bejaardenhuis in Bad Feilnbach bij Rosenheim op 17 maart 2012.
In januari 2020 doken in Duitsland twee foto's op uit het archief van de plaatsvervangend commandant van Sobibor, waarop een man te zien was die werd geïdentificeerd als John Demjanjuk. Dat zou betekenen dat hij ondanks zijn categorische ontkenning toch in het kamp Sobibor zou zijn geweest.